# Wau Holland
Herwart Holland-Moritz, conocido como Wau Holland (Kassel, 20 de diciembre de 1951-Bielefeld, 29 de julio de 2001), cofundó el Chaos Computer Club (CCC) en 1981, uno de los clubes de hacking más antiguos del mundo.
Fue uno de los fundadores del Chaos Computer Club (CCC) en 1981, uno de los clubes más antiguos de hacking. El CCC se hizo famoso mundialmente cuando hackeó la red Alemana Bildschirmtext y consiguieron que un banco en Hamburgo transfiriera 134.000 Marcos (67.000 euros) a las cuentas del club. El dinero se devolvió al día siguiente ante la prensa.
Holland también cofundó la revista hacker de Datenschleuder del CCC en 1984, que elogió las posibilidades de las redes mundiales de información y computadoras potentes, y se incluye diagramas de cableado detalladas para la construcción de sus propios módems barato. La compañía de teléfono entonces monopolio de la alemana Deutsche Bundespost tenía que aprobar los módems y vendió caro, módems lentos propios. La rama de telecomunicaciones de Deutsche Bundespost se privatizó y ahora pertenece a Deutsche Telekom.
Holland era un operador de radio aficionado y celebró el indicativo DB4FA.
Holland falleció en Bielefeld el 29 de julio de 2001, debido a las complicaciones causadas por un accidente cerebrovascular que sufrió en mayo.